# İlqar Qurbanov
İlqar Qurbanov (ur. 25 kwietnia 1986 w Baku) − azerski piłkarz występujący na pozycji pomocnika. W reprezentacji Azerbejdżanu zadebiutował w 2004 roku. Rozegrał w niej 30 meczów i strzelił 1 gola.